# Infurcitinea megalopterella
Infurcitinea megalopterella är en fjärilsart som beskrevs av Petersen 1964. Infurcitinea megalopterella ingår i släktet Infurcitinea och familjen äkta malar.
Artens utbredningsområde är Iran. Inga underarter finns listade i Catalogue of Life.